# Noboa (Manabí)
Noboa ist eine Ortschaft und eine Parroquia rural („ländliches Kirchspiel“) im Kanton 24 de Mayo der ecuadorianischen Provinz Manabí. Die Parroquia besitzt eine Fläche von 146,2 km². Die Einwohnerzahl lag im Jahr 2010 bei 6548. Verwaltungssitz ist der gleichnamige Ort. Dieser hieß ursprünglich "Guineal". Am 21. Oktober 1921 wurde die Parroquia gegründet. Namensgeber war Diego María de Noboa y Arteta, von 1850 bis 1851 Präsident von Ecuador.

## Lage
Die Parroquia Noboa liegt in der Cordillera Costanera, etwa 40 km von der Pazifikküste entfernt. Der etwa 155 m hoch gelegene Hauptort Noboa befindet sich am Oberlauf des Río Puca 15 km südlich des Kantonshauptortes Sucre. Eine Nebenstraße führt von Sucre über Noboa nach Paján. Der Río Puca, ein Nebenfluss des Río Daule, entwässert das Areal in südsüdöstlicher Richtung.
Die Parroquia Noboa grenzt im Norden an die Parroquia Sucre, im Nordosten an die Parroquia Bellavista, im Südosten an die Parroquia Sixto Durán Ballén, im Süden und im Südwesten an die Parroquias Campozano und Paján (beide im Kanton Paján) sowie im Westen und im Nordwesten an die Parroquia La Unión und an Jipijapa (beide im Kanton Jipijapa). 